# Калень (Пйотрковський повіт)
Калень (пол. Kaleń) — село в Польщі, у гміні Вольбуж Пйотрковського повіту Лодзинського воєводства.
Населення — 112 осіб (2011).
У 1975-1998 роках село належало до Пйотрковського воєводства.

## Демографія
Демографічна структура станом на 31 березня 2011 року:
|          | Загалом | Допрацездатний вік | Працездатний вік | Постпрацездатний вік |
| -------- | ------- | ------------------ | ---------------- | -------------------- |
| Чоловіки | 62      | 10                 | 49               | 3                    |
| Жінки    | 50      | 9                  | 30               | 11                   |
| Разом    | 112     | 19                 | 79               | 14                   |